# Maria Boldor
Maria Boldor (ur. 8 marca 1996 w Bukareszcie) – rumuńska florecistka, brązowa medalistka mistrzostw świata.
Podczas mistrzostw świata w Kairze w 2022 roku wywalczyła brązowy medal w turnieju indywidualnym. Wyprzedziły ją jedynie Francuzka Ysaora Thibus i Włoszka Arianna Errigo. W rywalizacji drużynowej zajęła tam dwudzieste miejsce.
Na igrzyskach europejskich w Baku w 2015 roku zajęła szesnaste miejsce w zawodach indywidualnych.
W styczniu 2023 w jej organizmie wykryto ostarynę, steryd anaboliczny, od 2008 roku znajdujący się na liście substancji niedozwolonych Światowej Agencji Antydopingowej (WADA). Została tymczasowo zawieszona.